# Evita (Film)
Evita ist eine US-amerikanische Filmbiografie aus dem Jahr 1996 und gleichzeitig die Verfilmung des Musicals Evita von Andrew Lloyd Webber und Tim Rice. Regie führte Alan Parker, das Drehbuch schrieben Alan Parker und Oliver Stone. Die Hauptrollen spielten Madonna, Antonio Banderas und Jonathan Pryce.

## Handlung
Der Film erzählt das Leben von Eva Perón, das aus der Perspektive des Erzählers, des Arbeiters Ché, wiedergegeben wird.
Eva Duarte verlässt die Heimatstadt Los Toldos und zieht nach Buenos Aires. Dort macht sie Karriere in der Unterhaltungsbranche, wobei ihr immer wieder ihre Liebhaber helfen. Eines Tages lernt sie den Oberst Juan Perón kennen, der bei den Staatsstreichen in Argentinien jedes Mal im Hintergrund steht.
Nach einem Machtkampf wird Juan Perón verhaftet. Eva Duarte hilft, Protestdemonstrationen zu organisieren. Nach seiner Freilassung heiratet Juan Perón Evita und wird etwas später zum Präsidenten von Argentinien gewählt. Eva Perón begibt sich auf eine Reise nach Europa, wo sie in einigen Ländern mit Begeisterung und in den anderen feindselig empfangen wird. In den italienischen Medien wird sie als eine Hure beschimpft.
Die argentinischen Offiziere und die High Society akzeptieren Eva Perón nicht. Immer mehr entwickelt sie sich zu einer abgehobenen Lebedame. Als der Unmut zu groß wird, organisiert sie eine Hilfsorganisation für Arme. Allerdings wird immer wieder betont, dass nur ein Teil der Spenden dort ankommt, wo sie eigentlich hin sollen.
Eva Perón stirbt an Krebs. Sie wird in einem großdimensionierten Trauerzug zum Grab getragen. Ihr Geist tanzt mit dem Geist von Ché.

## Kritiken
James Berardinelli schrieb auf ReelViews, der Film habe keine Seele und könne unter der „glitzernden“ Oberfläche wenig bieten. Er lobte das Produktionsdesign, kritisierte aber den „nicht dreidimensionalen“ und „unsympathischen“ Charakter von Eva Perón sowie das „überraschend anspruchslose“ Drehbuch. Berardinelli lobte die Darstellung von Antonio Banderas, das Talent von Jonathan Pryce sei „verschwendet“.
Roger Ebert schrieb in der Chicago Sun-Times vom 3. Januar 1997, der Film erlaube dem Publikum, sich mit Eva Perón zu identifizieren. Er lobte die Darstellung von Madonna.
Kenneth Turan schrieb in der Los Angeles Times vom 25. Dezember 1996, die Wirkung des Films, in dem praktisch alle Dialoge gesungen würden, sei nur beschränkt. Madonna spiele „absolut überzeugend“.

## Auszeichnungen
Andrew Lloyd Webber und Tim Rice gewannen im Jahr 1997 den Oscar für den Song You Must Love Me. Außerdem wurde der Film für die Kulissen, für die Kameraarbeit, für den Schnitt und für den Sound für den Oscar nominiert.
Der Film gewann 1997 dreimal den Golden Globe Award: Als Bester Film – Komödie oder Musical, für den Song You Must Love Me und für Madonna als Beste Schauspielerin in einem Musical oder Komödie. Alan Parker und Antonio Banderas wurden für den Golden Globe nominiert.
Der Film wurde 1997 in acht Kategorien für den BAFTA Award nominiert, darunter für die Filmmusik, für das Drehbuch, für das Produktionsdesign, für die Kameraarbeit und für den Schnitt.
Madonna wurde im Jahr 1997 in zwei Kategorien für den MTV Movie Award nominiert. Der Film gewann 1997 den Golden Satellite Award als Bestes Musical, für die Kostüme und für den Song You Must Love Me. Er wurde in zwei weiteren Kategorien für den gleichen Preis nominiert, darunter für die Kameraarbeit.
Darius Khondji wurde 1997 für die Kameraarbeit für den American Society of Cinematographers Award und für den British Society of Cinematographers Award nominiert. Gerry Hambling wurde 1997 für den American Cinema Editors Award nominiert. Der Song Don't Cry For Me Argentina gewann im Jahr 1998 den Blockbuster Entertainment Award, für den außerdem Madonna nominiert wurde.
Die Deutsche Film- und Medienbewertung FBW in Wiesbaden verlieh dem Film das Prädikat besonders wertvoll.

## Hintergründe
Der Film wurde in Argentinien, Spanien, London und Budapest gedreht.
Die Produktionskosten werden auf ca. 55 Millionen US-Dollar geschätzt. Der Film spielte in den Kinos der USA ca. 50 Millionen US-Dollar ein, das weltweite Einspielergebnis wird mit ca. 143 Millionen US-Dollar angegeben.
Der Anwalt Juan Bramuglia wird von dem Procol-Harum-Musiker Gary Brooker dargestellt.
Die Figur des Ché ist keine historische Figur. Der Name ist an die im Río-de-la-Plata-Spanisch häufig verwendete Interjektion "che" angelehnt, einem mitunter verwendeten Übernamen für Argentinier (so zum Beispiel Che Guevara).